# Alex Holzwarth
Alex Holzwarth, född 4 oktober 1968 i Landshut i Tyskland. Han är trummis i det Italienska Film Score Metalbandet Rhapsody of Fire sedan 2000. Han spelar även trummor i vissa låtar av operametal-bandet Avantasia.
Han flyttade till Frankfurt am Main och började där spela trummor vid 10 års ålder.
Hans lärare var då en man vid namn Seppl Niemeyer.
Han flyttade senare tillbaka till München där han började studera och lära sig djupare om konsten att spela trummor.
Han har en bror, Oliver Holzwarth, som spelar bas för de tyska power metal-kungarna Blind Guardian.

## Tidigare band
Innan han blev medlem i Rhapsody of Fire spelade han med bland andra Angra, Paradox och Looking Glass Self. Han har även deltagit i Sieges Even, Val'Paraiso, Blind Guardian, Dol Ammad och Avantasia